# Sávio (fotbalista, 1974)
Sávio Bortolini Pimentel (* 9. ledna 1974 Vila Velha) je bývalý brazilský profesionální fotbalista, který hrával na pozici křídelníka. Svou hráčskou kariéru ukončil v roce 2010. Většinu své kariéry odehrál ve Španělsku, kde byl téměř pět let součástí Realu Madrid. Mezi lety 1994 a 2000 odehrál také 24 utkání v dresu brazilské reprezentace, v nichž vstřelil 6 branek.

## Klubová kariéra
Sávio je odchovancem brazilského Flamenga. S týmem se v roce 1992 stal brazilským šampionem. V roce 1997 se přesunul do Evropy a podepsal smlouvu se španělským Realem Madrid, se kterým během pěti let vyhrál jednou domácí La Ligu, jednou španělský Superpohár, třikrát Ligu mistrů (v letech 1997/98, 1999/00 a 2001/02), jednou Interkontinentální pohár a Superpohár UEFA. Následně Sávio hrál v dresu Bordeaux či Zaragozy, se kterou zvítězil ve španělském poháru a superpoháru.
Sávio ukončil svou hráčskou kariéru na konci roku 2010.

## Reprezentační kariéra
Sávio nebyl nikdy nominován na závěrečný turnaj mistrovství světa ve fotbale, ale v roce 1995 hrál s Brazílií na Copa América, kde Brazílie prohrála finále s Uruguayí na penalty. O rok později získal na Letních olympijských hrách 1996 v Atlantě bronzovou medaili.